# Władysław Satke
Władysław Satke, ps. lit. Abul (ur. 25 maja 1853 w Brzeżanach, zm. 23 września 1904 w Tarnopolu) – polski pedagog, meteorolog, przyrodnik i pisarz; jeden z prekursorów meteorologii na ziemiach polskich.

## Życiorys
Po uzyskaniu świadectwa dojrzałości w 1871, ukończył studia techniczne w Monachium.
W 1880 został nauczycielem, w 1887 dyrektorem szkoły wydziałowej, a w 1897 głównym nauczycielem w seminarium nauczycielskim w Tarnopolu, gdzie pracował do ostatnich dni życia.
Zajmował się pracą pedagogiczną i naukową, w dziedzinie meteorologii. Był jednym z prekursorów tej nauki na ziemiach polskich. Od 1888 był członkiem Komisji Fizjograficznej Akademii Umiejętności w Krakowie. 

### Dorobek naukowy i pisarski
Uważany za wybitnego meteorologa poświęcił się badaniu chmur, publikując kilkanaście artykułów i prac na ten temat. 
Poza znacznym dorobkiem naukowym opublikował w prasie także kilka wierszy lirycznych.
Napisał również (pod pseudonimem Abul) powieść fantastycznonaukową Goście z Marsa (1897). Powieść spotkała się jednak z ostrą krytyką; wykazywano jej podobieństwa do prac Juliusza Verne'a, odmawiając jednocześnie Satkemu, talentu tego wielkiego francuskiego pisarza. Doceniano wiedzę autora, ale zarzucano mu ciężki styl, naukową terminologię i przeładowanie informacjami.

## Ważniejsze prace
Satke jest autorem 84 publikacji, w tym 58 na temat meteorologii:
- artykuły popularnonaukowe w czasopiśmie Przyrodnik (np. Nowa teoria o powstaniu gradu (w t. 5 z 1884), Początek i koniec światów (w t. 6 z 1885))
- O wodzie, urywek z geologii (książka, Złoczów 1885)
- Powiat tarnopolski pod względem geograficzno-statystycznym (monografia, Rocznik Kółka Naukowego Tarnopolskiego za r. 1894/5)
- Goście z Marsa (powieść fantastycznonaukowa, Tarnopol 1897; wyd. także w cyklu Polska nowela fantastyczna. Król powietrza w 1949)
- publikacje w wydaniach: Sprawozdania Komisji Fizjograficznej (Kraków), Kosmos (Lwów), Meteorologische Zeitschrift (Wiedeń), Nova Acta Academiae Leopoldinae (Halle).